# Ctenocephalides
Ctenocephalides (лат.) — род блох из семейства Pulicidae. Около 10 видов, включая опасных паразитов — собачью  и кошачью блох. Встречаются повсеместно. От других блох отличаются гребнем из примерно 16 зубцов на переднеспинке и гребнем из примерно 8 зубцов на ротовом крае головы. Паразиты домашних животных, иногда на диких хищных млекопитающих, грызунах и на человеке.

## Классификация
- Ctenocephalides arabicus
- Ctenocephalides brygooi
- Ctenocephalides canis (Curtis, 1826)
- Ctenocephalides chabaudi
- Ctenocephalides connatus
- Ctenocephalides crataepus
- Ctenocephalides craterus
- Ctenocephalides felis (Bouche, 1835)
- Ctenocephalides grenieri
- Ctenocephalides orientis
- Ctenocephalides paradoxuri
- Ctenocephalides rosmarus